# سرچکو بوگدان
سرچکو بوگدان (کرواتی: Srećko Bogdan؛ زادهٔ ۵ ژانویهٔ ۱۹۵۷) بازیکن سابق یوگسلاو و مربی فوتبال اهل کرواسی است.
از باشگاه‌هایی که در آن بازی کرده‌است می‌توان به باشگاه فوتبال کارلسروهه و باشگاه فوتبال دینامو زاگرب اشاره کرد.
وی همچنین در تیم‌های ملی فوتبال یوگسلاوی و کرواسی بازی کرده‌است.
وی در مسابقات کشوری و بین‌المللی در مجموع برندهٔ ۲ مدال طلا شده‌است.